# Pulo (Kuala Pesisir)
Pulo is een bestuurslaag in het regentschap Nagan Raya van de provincie Atjeh, Indonesië. Pulo telt 249 inwoners (volkstelling 2010).